# Адамс (переписна місцевість, Массачусетс)
Адамс (англ. Adams) — переписна місцевість (CDP) в США, в окрузі Беркшир штату Массачусетс. Населення — 5466 осіб (2020).

## Географія
Адамс розташований за координатами 42°37′45″ пн. ш. 73°7′7″ зх. д. / 42.62917° пн. ш. 73.11861° зх. д. (42.629085, -73.118747).  За даними Бюро перепису населення США в 2010 році переписна місцевість мала площу 5,93 км², з яких 5,85 км² — суходіл та 0,08 км² — водойми.

## Демографія
Згідно з переписом 2010 року, у переписній місцевості мешкало 5515 осіб у 2629 домогосподарствах у складі 1462 родин. Густота населення становила 931 особа/км².  Було 2974 помешкання (502/км²).
Расовий склад населення:
| - 96,7 % — білих - 0,6 % — чорних або афроамериканців - 0,6 % — азіатів - 0,2 % — корінних американців |

До двох чи більше рас належало 1,7 %. Частка іспаномовних становила 1,0 % від усіх жителів.
За віковим діапазоном населення розподілялося таким чином: 19,7 % — особи молодші 18 років, 61,0 % — особи у віці 18—64 років, 19,3 % — особи у віці 65 років та старші. Медіана віку мешканця становила 44,3 року. На 100 осіб жіночої статі у переписній місцевості припадало 91,7 чоловіків;  на 100 жінок у віці від 18 років та старших — 86,1 чоловіків також старших 18 років.
Середній дохід на одне домашнє господарство  становив 56 474 долари США (медіана — 44 926), а середній дохід на одну сім'ю — 71 301 долар (медіана — 60 988). Медіана доходів становила 48 091 долар для чоловіків та 35 273 долари для жінок. За межею бідності перебувало 10,7 % осіб, у тому числі 18,6 % дітей у віці до 18 років та 11,2 % осіб у віці 65 років та старших.
Цивільне працевлаштоване населення становило 2777 осіб. Основні галузі зайнятості: освіта, охорона здоров'я та соціальна допомога — 29,5 %, виробництво — 17,4 %, роздрібна торгівля — 12,8 %, фінанси, страхування та нерухомість — 9,6 %.